# Gueule de bois
Pour les articles homonymes, voir GDB.
 Mise en garde médicale
La gueule de bois est une sensation inconfortable qui se manifeste à la suite d'une intoxication alcoolique provoquée par la consommation excessive de boisson alcoolisée. Elle apparaît 6 à 8 heures après la consommation d’alcool, lorsque l’alcoolémie diminue, et elle atteint un maximum lorsque l’alcoolémie redevient nulle. L'intensité des symptômes augmente avec la quantité d'alcool consommée.
Le mécanisme de la gueule de bois n’a pas encore été complètement élucidé. Il est reconnu que c'est un trouble complexe et multifactoriel. Plusieurs substances seraient impliquées : l’éthanol (ou alcool pur), l’acétaldéhyde (produit du métabolisme de l'éthanol) et les substances présentes dans les boissons alcoolisées, issues de la fermentation alcoolique ou ajoutées pendant le processus de fabrication.

## Origine de l'expression
L'expression « avoir la gueule de bois » viendrait du fait d'avoir la bouche sèche comme du bois (pâteuse) après avoir bu trop d'alcool (déshydratation), puis aurait évolué pour désigner les symptômes dus à l'alcool au réveil.
Dans certaines régions francophones comme au Québec ou en Belgique, on peut rencontrer le terme « xylostomiase » (inspiré du Grec ancien, dans une intention humoristique) pour désigner la gueule de bois[réf. souhaitée]. On trouve également « xylostomie » chez Alphonse Allais. De même, dans une intention humoristique, "si tu fais des copeaux en te rasant, c'est que tu as la gueule de bois". 
Le terme didactique « veisalgie » est un emprunt récent à l’anglais veisalgia qui est construit à partir du norvégien kveis, signifiant « inconfort succédant à la débauche », et du suffixe -algia ou « douleur ».

## Manifestations
La gueule de bois se traduit entre autres par la bouche sèche, un mal-être et des nausées.
Les manifestations les plus fréquentes, étudiées chez 1 230 étudiants, sont les suivantes :
- la sensation de faiblesse (76 %) ;
- la fatigue (73 %) ;
- la difficulté de concentration (72 %) ;
- les nausées (68 %) ;
- les maux de tête (68 %).

La gueule de bois se manifeste également par une baisse importante de la vigilance et de la mémoire. Cette baisse de performance au niveau individuel se traduit par une altération des capacités de conduite, comme observé dans une étude réalisée dans un simulateur de pilotage d'avion.

## Mécanisme
Le mécanisme de la gueule de bois n'a pas été complètement élucidé. Il existe plusieurs hypothèses qui peuvent se compléter :
- trois perturbations apparaissent lors d'une consommation excessive d'alcool et pourraient l'expliquer : un dérèglement des défenses naturelles[10], des déficiences en nutriments[11][source insuffisante] et un stress oxydatif[12]. L'idée reçue que la gueule de bois serait causée par une déshydratation ou un manque d'alcool ont été examinées par les scientifiques et apparaissent comme peu vraisemblables :
  - les symptômes d'une déshydratation et d'une gueule de bois diffèrent[3],
  - les changements hormonaux et hémodynamiques observés lors d’une gueule de bois sont différents de ceux observés lors d’un manque alcoolique[13] ;

- en revanche, beaucoup de symptômes sont ceux de l'hypoglycémie. Une forte consommation d'alcool, surtout dans un délai bref, peut provoquer en retour une hypoglycémie, l'organisme s'adaptant avec un temps de retard et l'alcool entraînant aussi une déshydratation réactionnelle ;
- selon le Centre de Traitement en Alcoologie du CHU de Lausanne[14], ce n'est probablement pas l’alcool lui-même ou ses produits de dégradation qui sont à l’origine des symptômes de la gueule de bois, mais plutôt les substances contenues dans les boissons comme le méthanol, l’histamine ou les polyphénols [15]. Le méthanol et ses produits de dégradation, formaldéhydes et acide formique, ont été soupçonnés d’expliquer tout ou partie des symptômes de la gueule de bois : maux de tête, soif, sudations et vertiges. Les alcools contenant beaucoup de méthanol (vin, bourbon, brandy) entraîneraient des gueules de bois plus intenses que ceux qui en contiennent peu (vodka) ou pas (alcool pur)[réf. nécessaire].

## Prévention
Aucun des essais réalisés sur des produits réputés prévenir la gueule de bois ne s'est montré concluant, le meilleur moyen restant l'abstention de consommation ou sa modération.
Il est donc recommandé, à visée d’atténuation, de limiter sa consommation d’alcool, en particulier l’estomac vide.

## Traitement
Aucun des essais réalisés sur des produits réputés atténuer la gueule de bois ne s'est montré concluant. Les remèdes traditionnels tels que café très fort ou salé, bourrache officinale, et l'artichaut n'ont pas fait la preuve de leur efficacité.
Il est préférable de boire une grande quantité d'eau, qui aura l'avantage de contrebalancer la déshydratation induite par l'inhibition de l'ADH par l'alcool, et la sensation de bouche sèche. Pour lutter contre une éventuelle hypoglycémie, une boisson sucrée est recommandée, tels que des jus de fruits.[réf. nécessaire] Concernant le café, il faut se méfier de ses effets diurétiques qui peuvent accentuer une déshydratation,.
Vis-à-vis des médicaments, l'alcool interagit de manière négative avec plus de 150 d’entre eux, la plupart étant d’utilisation courante. Éviter toute médication pendant la gueule de bois est donc recommandé[réf. nécessaire]. Pour lutter contre le mal de tête, on évitera donc :
- le paracétamol, car son hépatotoxicité pourrait être renforcée par le métabolisme de l'alcool[22];
- l'ibuprofène, aspirine ou naproxène : des anti-inflammatoires non stéroïdiens efficaces contre le mal de tête mais susceptibles d'aggraver la gastrite ; en outre, la prise d’aspirine augmente brutalement le taux d’alcool dans le sang, et donc sa toxicité.

## Dans la culture populaire
- Gueule de bois est un tableau d'Henri de Toulouse-Lautrec représentant Suzanne Valadon, peint en 1888.
- Le jour d'après est un tableau d'Edvard Munch, peint en 1894.
- Hanging Over est une chanson du groupe britannique Blur, sortie en 1993.
- Very Bad Trip (The Hangover), comédie américano-allemande réalisée et produite par Todd Phillips, sortie en 2009.
- Cuites est un livre de Victoire Loup, publié en 2020 aux éditions Human Humans[23].
- D'après la culture populaire, le 1er janvier est la journée mondiale de la gueule de bois (National Hangover Day[24]).
- En 2016, la Corée du Nord affirme avoir créé un alcool anti-gueule de bois, l'alcool de Kaesong[25].